# Carlos Bordón Azzali
Carlos Bordón Azzali (1921 - 3 de octubre de 2012), fue un espeleólogo y entomólogo venezolano, proveniente de Trieste, Italia. Se formó como Ingeniero Civil con especialidad en hidráulica, pero dedicó gran parte de su vida a explorar la naturaleza, inicialmente como espeleólogo en los carsos triestinos, a la par que inició observaciones sobre los insectos adaptados a las condiciones de oscuridad perpetua. Durante la ocupación Nazi en la Segunda Guerra Mundial aplicó sus conocimientos de la zona para apoyar a La Resistencia.
Después de la guerra decidió emigrar a Venezuela junto con su esposa. Participó en la Sección de Espeleología de la Sociedad Venezolana de Ciencias Naturales, y exploró diversas cavernas de Venezuela, incluyendo las primeras exploraciones sistemáticas de la Cueva del Guácharo, destacándose con sus aportes bioespeleológicos. Fue Miembro Fundador tanto de la Sociedad Venezolana de Espeleología como la Sociedad Venezolana de Entomología.